# 奥皮
奥皮（法語：Oppy，法語發音：[ɔpi]）是法国上法蘭西大區加来海峡省的一个市镇，属于阿拉斯区。

## 地理
奥皮（50°20'51"N, 2°53'27"E）面积4.84 平方千米，位于法国上法蘭西大區加来海峡省，该省份为法国北部沿海省份，西北濒北海，南至索姆省，东临北部省。
与奥皮接壤的市镇（或旧市镇、城区）包括：弗雷努瓦昂戈埃勒、阿尔勒昂戈埃勒、巴约勒锡尔贝图、弗雷讷莱蒙托邦、加夫雷勒、讷维勒伊。

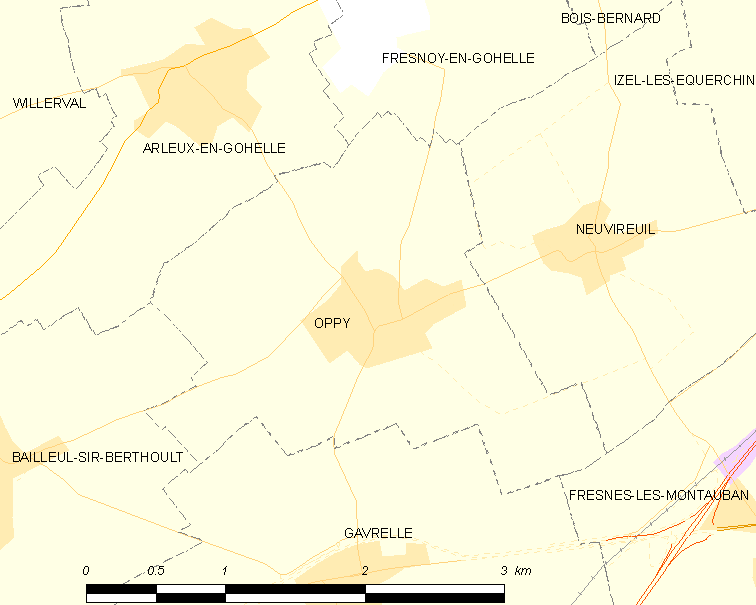
奥皮的OSM定位图

奥皮的时区为UTC+01:00、UTC+02:00（夏令时）。

## 行政
奥皮的邮政编码为62580，INSEE市镇编码为62639。

## 政治
奥皮所属的省级选区为布勒比耶尔县。

## 人口

1962-2008年间奥皮人口变化图示

奥皮于2022年1月1日时的人口数量为379人。